# Callirhoe digitata
Callirhoe digitata är en malvaväxtart som beskrevs av Thomas Nuttall. Callirhoe digitata ingår i släktet Callirhoe och familjen malvaväxter. Inga underarter finns listade i Catalogue of Life.